# 2moro
I 2moro sono una boyband taiwanese, i cui membri sono i gemelli Anthony Guo (郭彥均) ed Angus Guo (郭彥甫). I gemelli sono laureati all'università di educazione fisica locale.
I due hanno avuto il primo assaggio di fama nel loro terzo anno di scuola, quando una compagnia pubblicitaria si è presentata alla ricerca di due persone simili per girare uno spot pubblicitario di abbigliamento sportivo, ed ha trovato che i gemelli fossero una buona scelta. Prima di registrare il loro primo album, i due hanno lavorato insieme al gruppo femminile S.H.E nelle riprese del drama Reaching for the Stars (真命天女), e con degli attori singaporiani nel drama di produzione della Mediacorp Rainbow Connections (舞出彩虹).
Hanno pubblicato il loro primo album, Twins' First Disc (雙胞胎的初回盤), il 6 gennaio 2006. L'album è composto da 11 canzoni, e il singolo di maggior successo Exciting 2006 (刺激2006) è composto da estratti di 23 canzoni di altri artisti come Stefanie Sun, Wang Lee Hom e F4; ogni verso è composto da un estratto di una canzone diversa. La seconda canzone tratta dal loro album, Holding Your Hand (牵着你), è rimasta per due settimane nella classifica musicale singaporiana Y.E.S. 93.3 FM, raggiungendo il diciannovesimo posto nella settimana del 26 febbraio 2006. Una terza canzone, Shabu Shabu, è una reinterpretazione cinese di Dragostea din tei degli O-Zone.

## Discografia

### Album in studio
- 2006: 雙胞胎的初回盤
- 2006: 2 More Loves

## Curiosità
- I conduttori del varietà televisivo Kangxi Lai Le hanno fatto togliere le scarpe ad Angus per vedere quanto fosse alto in realtà, ed hanno scoperto che egli indossava tre solette rialzate nelle scarpe (per un totale di 10 cm) per sembrare più alto. Da allora, il gruppo ha istituito la propria marca di solette per le scarpe.[1]